# 第36回日本ハンドボールリーグ
第36回日本ハンドボールリーグ（だいさんじゅうろっかいにほんはんどぼーるりーぐ）は2011年10月29日から2012年3月4日まで行われたレギュラーシーズン、および2012年3月11・12日に行われたプレーオフを含めて行われた日本ハンドボールリーグ界のトップリーグである。プレーオフの結果、男子は大同特殊鋼、女子はオムロンが優勝した。男女ともにレギュラーシーズンを首位で通過しなかったチームの優勝である。

## 時期・環境
ロンドンオリンピック開催の前年に開催された第36回日本ハンドボールリーグは、オリンピック出場をかけた全日本組の活動と世界選手権（女子）アジア選手権（男子）により、通常の9月開催からではなく、10月末の女子からの開催となった。

## 参加チーム
参加チーム数は、前年度と変わらず、男子8チーム、女子6チームであった。参加チームについては以下の通り（前年度順位順に表記）。
- 男子：大崎オーソル、湧永製薬LEOLIC、大同特殊鋼フェニックス、トヨタ紡織九州レッド・トルネード、トヨタ車体ブレイブキングス、琉球コラソン、豊田合成ブルーファルコン、北陸電力ブルーサンダー
- 女子：北國銀行ハニービー、ソニーセミコンダクタBLUE SAKUYA、広島メイプルレッズ、オムロンピンディーズ、三重バイオレットアイリス、HC名古屋

## 経過

### 男子
男子リーグは今年度も8チーム総当たり2回戦制で、11月12日に開幕した。一巡した11月27日の前半終了時点においての結果は以下の通り。
1位トヨタ車体（5勝1敗1分・11得点：得失点差52・対大同戦分）、2位大同特殊鋼（5勝1敗1分・11得点：得失点差34・対車体戦分）、3位湧永製薬（5勝2敗・10得点：得失点差22・対大崎戦勝）、4位大崎電気（5勝2敗・10得点：得失点差35・対湧永戦敗）、5位トヨタ紡織（3勝4敗・6得点）、6位琉球コラソン（2勝5敗・4得点）、7位豊田合成（5勝2敗・4得点）、8位北陸電力（7敗・0得点）。
リーグ戦終了時の順位は以下の通り。
1位大崎電気（11勝2敗1分・23得点）、2位トヨタ車体（10勝2敗2分・22得点）、3位大同特殊鋼（10勝3敗1分・21得点）、4位湧永製薬（8勝6敗0分・16得点）、5位トヨタ紡織九州（7勝7敗0分・14得点）、6位琉球コラソン（4勝9敗1分・9得点）、7位豊田合成（3勝10敗1分・7得点）、8位北陸電力（0勝14敗0分・0得点）

#### 順位の変動
| 順位 | 2試合 | 4試合 | 7試合 | 8試合 | 10試合 | 11試合 | 12試合 | 最終 |
| ---- | ----- | ----- | ----- | ----- | ------ | ------ | ------ | ---- |
| 1位  | 車体  | 大同  | 車体  | 車体  | 大同   | 大崎   | 大崎   | 大崎 |
| 2位  | 大同  | 車体  | 大同  | 大同  | 大崎   | 大同   | 大同   | 車体 |
| 3位  | 大崎  | 湧永  | 湧永  | 大崎  | 車体   | 車体   | 車体   | 大同 |
| 4位  | 合成  | 大崎  | 大崎  | 湧永  | 湧永   | 湧永   | 湧永   | 湧永 |
| 5位  | 紡織  | 紡織  | 紡織  | 琉球  | 琉球   | 紡織   | 紡織   | 紡織 |
| 6位  | 湧永  | 合成  | 琉球  | 紡織  | 紡織   | 琉球   | 琉球   | 琉球 |
| 7位  | 琉球  | 琉球  | 合成  | 合成  | 合成   | 合成   | 合成   | 合成 |
| 8位  | 北電  | 北電  | 北電  | 北電  | 北電   | 北電   | 北電   | 北電 |

#### 4位争い
プレーオフ進出を賭けた4位争いは例年激しいものとなるので、ここで36回の4位争いの状況を記す。
プレーオフ出場を目指す四強争いは12月17・18日において大崎電気・トヨタ車体が出場権を獲得。3位の大同特殊鋼もプレーオフを手中に納めており4位でのプレーオフ進出を賭けた湧永製薬とトヨタ紡織九州の4位争いは最終週までもつれた。
残り2戦を残した状態での両チームの勝敗および得点は、湧永製薬（7勝5敗・14得点）トヨタ紡織九州（5勝7敗・10得点）であった。4点の得点差があったが両チームによる直接対決も残っておりその得失点差によっては、トヨタ紡織九州のプレーオフ進出の可能性は残されていた。前回の試合は、33-26（7点差）で湧永製薬が勝利しており、トヨタ紡織がプレーオフに進出するには、2勝して4得点し湧永製薬が0得点となって得点で並ぶことと同時に、対戦カード上での得点差で直接対決において湧永よりも上位になるか、対戦カード上での得点差が一致した場合には総得点差で上回らなければならなかった。
イ）湧永製薬に8点差以上で勝利し（対戦カード内に置いての優位）、翌日の試合で湧永が敗北し（14得点）、トヨタ紡織九州が勝利（14得点）する。
ロ）湧永製薬に7点差で勝利し（対戦カード内に置いて対等）、翌日の試合で湧永が敗北（14得点）し、トヨタ紡織九州が勝利（14得点）する。同時に最終日の得失点差が32点以上となる。
というのがトヨタ紡織九州の4位への条件であり、最終戦の湧永の敗北に期待しなければならないという点においては自力優勝が出来ない厳しいものであった。ちなみに最終戦の湧永製薬の対戦相手は琉球コラソンで、一巡目での対戦は28-27で湧永製薬が勝利しており、トヨタ紡織九州の対戦相手は大同特殊鋼で一巡目での対戦は31-33で大同特殊鋼が勝利している。
3月3日における直接対決において、トヨタ紡織九州は前半を17-14と有利に進め後半も同様にリードを保つが16-13。試合には勝利するものの、結果は33-27と6点差であり、1点差で前回の差に迫ることが出来ず、翌日の結果を待たずして湧永製薬の進出が決まった。

#### 男子プレーオフ
プレーオフ進出チームは、大崎電気、トヨタ車体、大同特殊鋼、湧永製薬である。
各対戦相手との今期の対戦成績は以下の通りである。大崎電気対湧永製薬は（1勝1敗（32-33）、（31-30））とともに1点差。トヨタ車体対大同特殊鋼はトヨタ車体側から見て（1分1敗（26-26）（25-30））であった。
3月10・11日に駒沢競技場で行われたプレーオフ。10日の1位4位の大崎電気対湧永製薬戦は28-26（前半15-14、後半13-12）という前・後半ともに1点差という接戦のうちに終了し、首位通過した大崎電気が決勝に進出。2位3位対決の大同特殊鋼対トヨタ車体は28-29（前半13-14、後半15-15）という大接戦の末、3位通過の大同特殊鋼が決勝戦に駒を進めた。
決勝戦を戦う大崎電気対大同特殊鋼の対戦成績は大崎電気側から見て（二勝（29-21）（33-31））であった。
11日に行われた決勝戦は27-27（前半16-16、後半11-11）で延長戦に突入。9-5（延長前半5-4、延長後半4-1）総得点では36-32にて大同特殊鋼が勝利を収めた。

#### 表彰
- 最高殊勲選手：末松誠（大同特殊鋼）
- 殊勲選手：宮崎大輔（大崎電気）
- 最優秀監督賞：清水博之（大同特殊鋼）

### 女子
女子リーグは、今年も6チーム総当たり3回戦制で10月29日に開幕した。11月13日の一巡時点での順位は以下の通り。
1位オムロン（4勝0敗1分・9得点得失点差69）、2位北國銀行（4勝0敗1分・9得点得失点差59）、3位広島メイプルレッズ（3勝2敗・6得点）、4位ソニーセミコンダクタ（2勝3敗・4得点）、5位三重バイオレットアイリス（1勝4敗・2得点）、6位HC名古屋（0勝5敗・0得点）
2月11日の二巡目+αの順位は以下の通り。
1位北國銀行（8勝0敗2分・18得点）、2位オムロン（6勝3敗1分・13得点得失点差95）、3位広島メイプルレッズ（6勝3敗1分・13得点得失点差43）、4位ソニーセミコンダクタ（6勝4敗・12得点）、5位三重バイオレットアイリス（2勝8敗・4得点）、6位HC名古屋（0勝10敗・0得点）
女子のレギュラーシーズンの結果は以下の通り。
1位北國銀行（11勝1敗3分・25得点）、2位オムロン（11勝1敗3分・23得点）、3位ソニーセミコンダクタ（9勝5敗1分・19得点）、4位広島メイプルレッズ（7勝5敗3分・17得点）、5位三重バイオレットアイリス（3勝12敗・6得点）、6位HC名古屋（0勝15敗・0得点）

#### 3位争い
プレーオフ進出争いは、北國銀行が最初に入り、オムロンもそれに続く。3位を巡っては3月3日・4日の広島メイプルレッズとソニーセミコンダクタの争いとなる。残り2試合を残した段階で、広島メイプルレッズが17得点、ソニーセミコンダクタが15得点であり、まだソニーセミコンダクタにも3位になる可能性が残っていた。
3日の試合は広島メイプルレッズがオムロンに22-28で敗北。ソニーセミコンダクタは北國銀行に28-18で勝利し、プレーオフへの可能性を残した。得点差で並んだ状態での直接対決となった広島メイプルレッズとソニーセミコンダクタの以前の2試合の結果は28-24で広島の勝利、19-19の引き分けであり、直接対決ではソニーセミコンダクタは勝利をしなければプレーオフ進出が出来ない状態であった。
この試合、前半を12-11と優位に進めたソニーセミコンダクタが後半も突き放し15-12。27-23で広島メイプルレッズを下しプレーオフ進出を決めた。

#### 女子プレーオフ
プレーオフ進出チームは、北國銀行、オムロン、ソニーセミコンダクタである。
2位オムロンと3位ソニーセミコンダクタ九州によって行われたプレーオフ初戦は、前半を10-10で折り返すが、後半を14-7とし、オムロンが決勝に進出。翌日の北國銀行とオムロンの戦いは、前半は9-7でオムロンが先行。後半も9-8とオムロンがリードし、前半・後半ともにリーグ1位の北国銀行をリードし、オムロンが勝利を手にした。

#### 表彰
- 最高殊勲選手：藤間かおり（オムロン）
- 殊勲選手：田代ひろみ（北國銀行）
- 最優秀監督賞：黄慶泳（オムロン）

## 参考資料
- JHLニュース第36回no.1〜no.18